# Киети (провинция)
Киети (на италиански: Provincia di Chieti) е провинция в Италия, в региона Абруцо.
Площта ѝ е 2588 км², а населението – около 395 000 души (2007). Провинцията включва 104 общини, административен център е град Киети.

## Административно деление
Провинцията се състои от 104 общини:
- Киети
- Алтино
- Ари
- Ариели
- Арки
- Атеса
- Бомба
- Борело
- Букианико
- Вакри
- Васто
- Вила Санта Мария
- Вилалфонсина
- Виламаня
- Гамберале
- Гуардиагреле
- Гуилми
- Джесопалена
- Джиси
- Джулиано Театино
- Дольола
- Казакандитела
- Казалангуида
- Казалбордино
- Казалинконтрада
- Казоли
- Каноза Санита
- Карпинето Синело
- Карункио
- Кастел Френтано
- Кастелгуидоне
- Кастильоне Месер Марино
- Коледимачине
- Коледимедзо
- Крекио
- Куадри
- Купело
- Лама дей Пелини
- Ланчано
- Лентела
- Летопалена
- Лиша
- Милянико
- Монтацоли
- Монтебело сул Сангро
- Монтелапиано
- Монтенеродомо
- Монтеодоризио
- Монтеферанте
- Моцагроня
- Орсоня
- Ортона
- Палена
- Палиета
- Палмоли
- Паломбаро
- Пенадомо
- Пенапиедимонте
- Перано
- Пиетраферацана
- Пицоферато
- Поджофиорито
- Полутри
- Преторо
- Рапино
- Рипа Театина
- Розело
- Ройо дел Сангро
- Рока Сан Джовани
- Рокамонтепиано
- Рокаскаленя
- Рокаспиналвети
- Сан Буоно
- Сан Вито Киетино
- Сан Джовани Липиони
- Сан Джовани Театино
- Сан Мартино сула Маручина
- Сан Салво
- Сант'Еузанио дел Сангро
- Санта Мария Имбаро
- Скиави ди Абруцо
- Таранта Пелиня
- Толо
- Торино ди Сангро
- Торебруна
- Торевекия Театина
- Торичела Пелиня
- Торнаречо
- Трельо
- Туфило
- Фало
- Фара Филиорум Петри
- Фара Сан Мартино
- Филето
- Фосачезия
- Фраине
- Франкавила ал Маре
- Фрезаграндинария
- Фриза
- Фурчи
- Челенца сул Триньо
- Чивиталупарела
- Чивитела Месер Раймондо
- Шерни